# Ludwik Kordas
Ludwik Kordas (ur. 1911, zm. 6 września 1986) – major Wojska Polskiego, awansowany przez władze RP na uchodźstwie na stopień podpułkownika.

## Życiorys
Urodził się w 1911, w rodzinie Józefa i Feliksy z Wnuków (1888–1968). Był bratem Stanisławy po mężu Olędzkiej (1908–1978), Mariana (1914–2008) i Henryka (1921–1943). Został oficerem Wojska Polskiego II RP. W stopniu podporucznika był dowódcą II plutonu na Dywizyjnym Kursie Podchorążych Rezerwy (1937/1938) przy 4 pułku piechoty Legionów w Kielcach. Według stanu z marca 1939 w stopniu porucznika pełnił stanowisko dowódcy plutonu w I batalionie 6 pułku piechoty Legionów. Po wybuchu II wojny światowej i agresji ZSRR na Polskę z 17 września 1939 został aresztowany przez Sowietów, a od 1940 w obozu jenieckim NKWD w Griazowcu. Po zawarciu układu Sikorski-Majski z 30 lipca 1941 odzyskał wolność. Wstąpił do Armii Polskiej w ZSRR, pełnił funkcję oficera operacyjnego w Oddziale III. Później był oficerem Polskich Sił Zbrojnych. W 1944 uczestniczył w bitwie o Monte Cassino na stanowisku dowódcy 1 kompanii 18 Lwowskiego batalionu strzelców. Od 24 grudnia 1944 do sierpnia 1945 w stopniu kapitana, a następnie majora sprawował stanowisko dowódcy 17 Lwowskiego batalionu strzelców. Wówczas na początku stycznia 1945 został ranny pod Vezzone.
Po wojnie pozostał na emigracji w Wielkiej Brytanii. Do końca życia pozostawał w stopniu podpułkownika.
Zmarł 6 września 1986. Pochowany na Southern Cemetery w Chorlton-cum-Hardy (Manchester).

## Ordery i odznaczenia
- Krzyż Srebrny Orderu Virtuti Militari[8] nr 8689[11]
- Złoty Krzyż Zasługi (1976)[12]
- Krzyż Pamiątkowy Monte Cassino nr 19269[13]